# Montes Teneriffe
Els Montes Teneriffe (Muntanyes Tenerife) són un conjunt de diverses muntanyes lunars aïllades que emergeixen del nord de la Mare Imbrium. El nom procedeix de l'illa terrestre de Tenerife, en les Illes Canàries (Espanya).
Les muntanyes s'estenen per una zona d'uns 110 km de longitud per 56 km d'amplària,alguns dels seus pics aconsegueixen els 2.400 m d'altitud.
Cap al sud-est es troba una muntanya solitària, el Mons Pico, i més al sud-est els Montes Spitzbergen. Aquestes muntanyes juntament amb els Montes Teneriffe i els Montes Recti que es troben a l'oest, constitueixen alguns dels fragments supervivents de l'anell interior d'un conjunt original de tres formats per l'impacte que va causar la formació de la conca del Mare Imbrium fa uns 3850 milions d'anys.
El nom de Montes Teneriffe va ser posat per l'astrònom britànic William Radcliffe Birt en record a l'expedició científica de l'astrònom Charles Piazzi Smyth a l'illa de Tenerife en l'estiu de 1856.